# MacClellands Korallenschlange
Die MacClellands Korallenschlange (Sinomicrurus macclellandi), auch MacClellands Korallenotter genannt, ist eine Art der zu den Schlangen gehörenden Giftnattern und in Südostasien verbreitet. Obgleich wenig aggressiv, kann die giftige Art tödliche Bissunfälle verursachen.

## Merkmale
Die schlanken Schlangen erreichen eine Körperlänge von 40–78 cm. Die Gesamtkörperlänge der Männchen beträgt bis zu 63,5 cm, die der Weibchen bis zu 78 cm. Davon sind bis zu 7 cm der Männchen Schwanzlänge und bis zu 6 cm der Weibchen. Es handelt sich um eine dunkelrote bis bräunliche Schlange mit bis zu 40 schwarzen Ringen und einem weiß-schwarzen Kopf. Die Bauchseite ist weißlich gefärbt. Im östlichen Himalaya kommen manchmal Exemplare mit einem schwarzen Längsstreifen auf dem Rücken vor, bei denen die schwarzen Ringe auf die Körperseiten beschränkt sind. In Assam und im nördlichen Myanmar gibt es dagegen Tiere, bei denen die schwarzen Ringe zu Flecken im Wirbelbereich reduziert sind. Die Kopfzeichnung besteht aus einem schwarzen bis rotbräunlichen Bereich, der von der Schnauze bis zu den Augen reicht, gefolgt von einem breiten weißen Band, das nach hinten von einem schwarzen Band im hinteren Kopf- bis Nackenbereich abgelöst wird. Die glatten Dorsalschuppen sind in 13 parallelen Längsreihen angeordnet. Bei den Männchen finden sich 182–212 Ventralia und 28–36 Subcaudalia, bei den Weibchen 208–244 Ventralia und 25–33 Subcaudalia.

### Ähnliche Arten
Im Verbreitungsgebiet leben sechs andere Arten der Gattung Sinomicrurus sowie die Philippinische Korallenschlange (Hemibungarus calligaster).

## Verbreitung und Lebensraum
Die Art ist von Nepal und dem östlichen Indien (Bundesstaaten Chhattisgarh, Assam, Sikkim, Westbengalen, Arunachal Pradesh und Mizoram) über Bhutan, Bangladesch und Myanmar bis nach Thailand und Vietnam im Südosten verbreitet. Nordöstlich davon lebt sie im südöstlichen China (hier im Autonomen Gebiet Guangxi, der Sonderverwaltungszone Hongkong und den Provinzen Guangdong, Yunnan und Jiangxi, aber vermutlich auch weiter nördlich bis in die Provinzen Gansu und Shaanxi sowie auf Hainan), auf Taiwan und den japanischen Ryūkyū-Inseln. Die Art ist die am weitesten verbreitete ihrer Gattung.
Lebensraum der Art sind Regenwälder vom Flachland bis in 2000 m Höhe. Hier ist die Art oft am Boden und in der Laubstreu zu finden und versteckt sich gerne unter Blättern. Sie wird auch manchmal in der Nähe von Gewässern gefunden.

## Lebensweise
Die Art ist ovipar und legt 4–14 Eier. Die Nahrung der nachtaktiven Art besteht aus kleinen Reptilien, vor allem anderen Schlangen und seltener beinlosen Echsen. Die gewöhnlich eher langsamen Schlangen können bei Bedrohung schnell fliehen. Bei Angriffen auf den Kopf kann die Art den Schwanz einringeln und bewegen, um mit diesem weitere Angriffe zu provozieren, damit der Angreifer den Kopf loslässt. Dabei wird die Unterseite des Körpers präsentiert.

## Gift
Über das Gift ist wenig bekannt, es enthält höchstwahrscheinlich Neurotoxine und/oder eventuell Myotoxine. Die Art ist die einzige ihrer Gattung, die bisher einen Todesfall verursacht hat. Ein deutscher Herpetologe starb acht Stunden, nachdem er in Nepal von einer Korallenschlange gebissen worden war, an Atemlähmung, nachdem in den ersten zwei Stunden keine Symptome auftraten – ein Beweis für die durchaus ernstzunehmende Gefahr, die von kleinen Giftnattern und von Bissen ohne Schmerz- und Schwellungssymptome ausgehen kann. In Thailand kam es vermutlich zu weiteren Todesfällen durch Herzversagen. Symptome der Bisse können lokale Schmerzen, eine Taubheit der Lippen, Sprach- und Atemstörungen, Verschwommensehen und Lähmungserscheinungen beinhalten. Die Art gilt als wenig aggressiv und nicht angriffslustig, Begegnungen mit dem Menschen gibt es eher selten.

## Gefährdung
Die Art Sinomicrurus macclellandi wird von der IUCN mit der Gefährdungskategorie least concern (ungefährdet), die Unterart Sinomicrurus macclellandi iwasakii wird in Japan allerdings mit der Gefährdungskategorie near threatened (potentiell gefährdet) bewertet.

## Taxonomie
Die Art wurde 1844 von Johannes Theodor Reinhardt als Elaps macclellandi erstbeschrieben. Weitere Synonyme lauten: Elaps personatus Blyth 1855, Callophis annularis Günther 1864, Callophis macclellandii Anderson 1871, Calliophis macclellandii Stejneger 1907, Calliophis swinhoei Van Denburgh 1912, Callophis formosensis Thompson 1912, Hemibungarus macclellandi Golay et al. 1993, Micrurus macclellandi Welch 1994. Schließlich wurde die Art 2001 von Slowinski, Boundy & Lawson in die Gattung Sinomicrurus gestellt. Ein neueres Synonym lautet Hemibungarus macclellandii Gruber in Schleich & Kästle 2002. Die Typuslokalität der Art ist Assam in Indien. Die Art ist die Typusart der Gattung Sinomicrurus.
Mit dem Art-Epitheton wird der britische Arzt und Naturforscher John McClelland (1805–1883) geehrt, der für die Britische Ostindien-Kompanie arbeitete.

### Unterarten
Es werden vier Unterarten unterschieden. Diese sind:
- Sinomicrurus macclellandi macclellandi (Reinhardt 1844)
- Sinomicrurus macclellandi iwasakii (Maki 1935) – Ryukyu-Inseln
- Sinomicrurus macclellandi swinhoei Van Denburgh 1912 – Taiwan
- Sinomicrurus macclellandi univirgatus (Günther 1858) – Nepal und Indien (Sikkim) in 1000–2000 m Höhe

## Mitochondriales Genom
Das Mitogenom der Art hat eine Länge von 17.120 Basenpaaren und enthält 13 proteincodierende Gene, 22 tRNA-codierende Gene, 2 rRNA-codierende Gene und zwei noncodierende Regionen.